# Kiki (1931)
Kiki is een Amerikaanse film uit 1931 onder regie van Sam Taylor. De film is gebaseerd op een toneelstuk van David Belasco.

## Verhaal
Kiki woont in New York, maar ze is eigenlijk een Frans koormeisje. Ze leeft hier in armoede, maar probeert rond te komen. Als de rijke Victor Randall verliefd op haar wordt, verandert alles. Hij laat haar in zijn appartement wonen. Alles lijkt goed te gaan met Kiki's leven, totdat Victors jaloerse ex-vrouw komt opdagen...

## Rolverdeling
| Acteur              | Personage      |
| ------------------- | -------------- |
| Mary Pickford       | Kiki           |
| Reginald Denny      | Victor Randall |
| Joseph Cawthorn     | Alfred Rapp    |
| Margaret Livingston | Paulette Vaile |
| Edwin Maxwell       | Dokter Smiley  |
| Betty Grable        | Goldwyn Meisje |